# Chirita obtusidentata
Chirita obtusidentata är en tvåhjärtbladig växtart som beskrevs av Wen Tsai Wang. Chirita obtusidentata ingår i släktet Chirita och familjen Gesneriaceae.

## Underarter
Arten delas in i följande underarter:
- C. o. mollipes
- C. o. obtusidentata